# Ронкат (Белуно)
Ронкат (итал. Roncat) је насеље у Италији у округу Белуно, региону Венето.
Према процени из 2011. у насељу је живело 3 становника. Насеље се налази на надморској висини од 1469 м.